# Whispers II
Whispers II es el sexto álbum de estudio del cantante y compositor británico Passenger. Fue lanzado el 19 de abril de 2015 en países diferentes, a través de Black Crow Records. Todos los beneficios del álbum irán hacia UNICEF Reino Unido. El álbum fue producido por Mike Rosenberg y Chris Vallejo.

## Antecedentes
En marzo de 2015 Passenger anunció los detalles de su sexto álbum de estudio, con lo que confirmó el 20 de abril de 2015 como la fecha de lanzamiento en el Reino Unido. También anunció que todas las ganancias del álbum se destinarán a la iniciativa de la UNICEF del Reino Unido en Liberia. Hablando sobre su trabajo con la UNICEF, dijo, "Es muy emocionante ser capaz de trabajar con UNICEF en una campaña tan importante. El dinero recaudado de estas ventas irá directamente hacia los alimentos y suplementos para ayudar a los niños con desnutrición severa, mejorar las instalaciones y el mantenimiento, la educación y la formación de los trabajadores sanitarios de la región."

## Lista de canciones
Todas las canciones fueron escritas por Mike Rosenberg.
| Disco Uno |                           |          |  |
| N.º       | Título                    | Duración |  |
| 1.        | «Fear of Fear»            | 2:58     |  |
| 2.        | «Catch in the Dark»       | 3:28     |  |
| 3.        | «A Thousand Matches»      | 3:45     |  |
| 4.        | «I'll Be Your Man»        | 3:11     |  |
| 5.        | «Travelling Alone»        | 5:04     |  |
| 6.        | «David»                   | 4:30     |  |
| 7.        | «Words»                   | 4:12     |  |
| 8.        | «The Way That I Need You» | 3:31     |  |
| 9.        | «Strangers»               | 3:53     |  |
| 10.       | «Nothing's Changed»       | 3:44     |  |

| Edición de lujo Disco Dos |                              |          |  |
| N.º                       | Título                       | Duración |  |
| 1.                        | «Two Hands» (Acoustic)       | 2:36     |  |
| 2.                        | «Stolen Toys» (Acoustic)     | 3:46     |  |
| 3.                        | «The Way It Goes» (Acoustic) | 2:16     |  |
| 4.                        | «Settled» (Acoustic)         | 5:05     |  |
| 5.                        | «Timber and Coal» (Acoustic) | 2:28     |  |
| 6.                        | «Darkest Days» (Acoustic)    | 2:57     |  |

## Posicionamiento
| Lista (2015)                       | Mejor Posición |
| ---------------------------------- | -------------- |
| Australian Albums (ARIA)           | 17             |
| Belgian Albums (Ultratop Flanders) | 86             |
| Belgian Albums (Ultratop Wallonia) | 149            |
| Canadian Albums (Billboard)        | 15             |
| Dutch Albums (MegaCharts)          | 63             |
| Irish Albums (IRMA)                | 49             |
| New Zealand Albums (RMNZ)          | 30             |
| UK Albums (OCC)                    | 12             |
| US Folk Albums (Billboard)         | 8              |

## Historial de lanzamientos
| Región      | Fecha               | Discográfica | Formato              |
| ----------- | ------------------- | ------------ | -------------------- |
| Reino Unido | 20 de abril de 2015 | Black Crow   | CD, Descarga digital |